# Petroconst
Petroconst Constanța este o companie specializată în construcția de conducte magistrale și instalații de platforme marine din România.
Compania a fost privatizată în anul 1994 prin metoda MEBO (cumpărarea acțiunilor de către conducere și angajați).
Petroconst detine 13,9% din actiunile distribuitorului privat local de gaze Congaz Constanța.
Număr de angajați în 2005: 670
Cifra de afaceri:
- 2004: 13 milioane euro[1]
- 2002: 32 milioane euro[1]